# Ein Fall für zwei: Scheidung in Weiß
Scheidung in Weiß ist der Titel der 37. Episode der Krimiserie Ein Fall für zwei mit Günter Strack und Claus Theo Gärtner in den Hauptrollen.

## Handlung
Eine Frau, die sich als Irene Sievers ausgibt und entsprechend behauptet, seit elf Jahren mit dem Unternehmer Helmut Sievers verheiratet zu sein, teilt dem Rechtsanwalt Dr. Renz mit, dass sie sich während einer Reise nach Brasilien in einen anderen Mann verliebt habe. Sie erklärt, sie wolle sich scheiden lassen und verzichte dabei ausdrücklich auf jegliche finanzielle Ansprüche. Kurz darauf beobachtet der Privatdetektiv Josef Matula eine heftige Auseinandersetzung zwischen der Frau und einem unbekannten Mann vor dem Haupteingang des Gebäudes, in dem sich die Kanzlei von Dr. Renz befindet. In dessen Auftrag beginnt Matula daraufhin mit Nachforschungen. Im Zuge dessen stellt er fest, dass die vermeintliche Irene Sievers den unbekannten Mann vor ihrem Wohnhaus trifft. Matula notiert sich das Kennzeichen dessen Fahrzeugs, welches auf eine Sylvia Kern zugelassen ist. Als Matula diese in ihrer Wohngemeinschaft aufsuchen will, erfährt er, dass sie sich angeblich im Urlaub befinde. Ihr Mitbewohner Frank Busse gibt an, das Fahrzeug während der vergangenen Tage genutzt zu haben.
Dr. Renz hat unterdessen ermittelt, dass die Unternehmensanteile, auf die die angebliche Irene Sievers im Scheidungsprozess freiwillig zu verzichten bereit ist, beträchtlichen Wert besitzen. Matula untersucht die Wohnung der Frau, die inzwischen geräumt und zur Renovierung freigegeben wurde. Am Tag des Scheidungstermins erscheint die angebliche Irene Sievers verspätet und gibt an, ihr Gepäck bereits zum Flughafen gebracht zu haben. Nach Abschluss des Termins begleitet Dr. Renz sie dorthin und beobachtet, wie ein Beamter des Bundesgrenzschutzes sehr sorgsam ihre Identität überprüft.
Zehn Tage später sehen Dr. Renz und Matula Helmut Sievers in einem Restaurant, wo er sich mit einer Frau trifft, die seiner angeblichen Exfrau stark ähnelt. Er ignoriert Renz, den er eigentlich seit der Scheidung kennen müsste. Das Paar fährt in Sylvia Kerns Fahrzeug davon. Matula erfährt in deren ehemaliger Wohngemeinschaft, dass sowohl sie als auch Frank Busse inzwischen ausgezogen seien. Dr. Renz kontaktiert Helmut Sievers und gibt vor, eine weitere Unterschrift von ihm und seiner Exfrau zu benötigen. Sievers willigt ein, das Treffen zu arrangieren. Matula trifft unterdessen auf den inzwischen offenbar wohlhabenden Frank Busse.
Helmut Sievers und seine vermeintliche Exfrau treffen sich mit Dr. Renz. Eine von diesem engagierte Nachbarin des Paares ist ebenfalls anwesend, um die Identität der angeblichen Irene Sievers gegebenenfalls bestätigen oder widerlegen zu können. Daraufhin muss Helmut Sievers unter Druck zugeben, dass er Sylvia Kern engagiert hatte, um die Scheidung zu ermöglichen, da seine tatsächliche Ehefrau unauffindbar sei. Matula sowie Frank Busse werden hinzugezogen und bestätigen, dass es sich bereits zum Zeitpunkt der Scheidung um die falsche Person gehandelt habe. Letztlich gesteht Helmut Sievers, seine Frau ermordet zu haben. Sylvia Kern treffe keine Schuld.

## Hintergrund

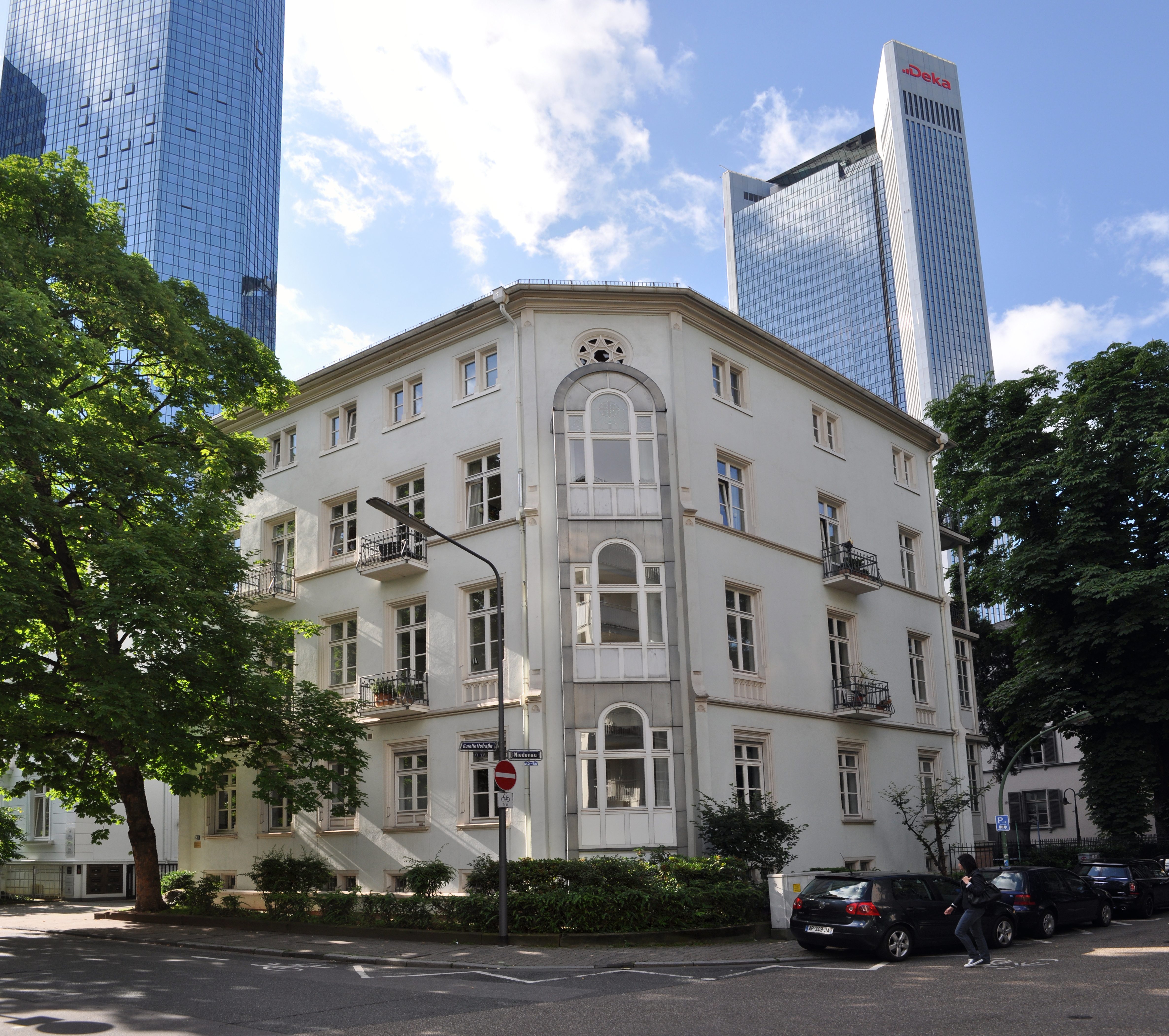
Außenkulisse der Wohngemeinschaft

Die Episode wurde überwiegend im Rhein-Main-Gebiet gedreht. Die Kulisse der Kanzlei von Dr. Renz befand sich im Hotel InterContinental Frankfurt. Die Außenkulisse des Gebäudes, in dem sich die Wohngemeinschaft befand, liegt unweit des Deutsche-Bank-Hochhauses in der Guiollettstraße in Frankfurt-Westend. In einer späteren Szene ist der Kaiserdom St. Bartholomäus aus der Perspektive der Fahrgasse zu sehen.
Die Szenen vor der Wohnung der angeblichen Irene Sievers wurden in der Hans-Böckler-Straße in Wiesbaden-Dotzheim gedreht.